# Herta Günther
Herta Günther (* 9. Mai 1934 in Dresden; † 17. Juni 2018 ebenda) war eine deutsche Malerin und Grafikerin.

## Leben
Herta Günther studierte von 1951 bis 1956 an der Hochschule für Bildende Künste Dresden, wo zu ihren Lehrern Max Schwimmer und Hans Theo Richter gehörten. Danach arbeitete sie kurzzeitig als Abteilungsleitern für Kunsterziehung im Pionierhaus Cottbus. Seit 1957 war sie freischaffend als Malerin und Grafikerin tätig. Sie war bis 1990 Mitglied des Verbands Bildender Künstler der DDR. Studienreisen führten sie u. a. nach Bulgarien, in die ČSSR, die UdSSR und nach Ungarn.
Herta Günther hatte in der DDR eine bedeutende Zahl von Einzelausstellungen und Ausstellungsbeteiligungen, u. a. von 1972 bis 1988 an der VII. bis X. Kunstausstellung der DDR in Dresden. Im Rahmen des Wettbewerbes 100 ausgewählten Grafiken der DDR erhielt sie 1975 eine Anerkennung und 1977 den 2. Preis. 1981 war sie auf der 2. Biennale der europäischen Grafik in Baden-Baden vertreten. Arbeiten von Herta Günther sind unter anderem in der Sammlung der Galerie Neue Meister in Dresden, des Lindenau-Museums Altenburg, des Museums der bildenden Künste Leipzig und der Berlin-Brandenburgischen Akademie der Wissenschaften vertreten.
Hertha Günther war seit 1960 verheiratet mit dem Grafiker Jürgen Günther. Aus der Ehe gingen zwei Söhne hervor.

## Zitat
„Auf ihren Bildern wird Alltägliches zum Besonderen. Ihre an den großen deutschen Veristen wie Otto Dix, ein wenig auch an Christian Schad und George Grosz geschulten Porträts und Café-Interieurs haben etwas Flaneurhaft-Weltstädtisches. Günthers junge Damen wirken modisch elegant, ein Hauch von Luxus geht von den großen Pastellbildern aus, aber auch Melancholie und Tristesse umweht die Schönen.“

## Buchillustrationen (unvollständig)
- Herbert Friedrich: Die Geschichte von Pauls tapferer Kutsche. Der Kinderbuchverlag, Berlin, 1962 (Reihe Die kleinen Trompeterbücher Band 22)
- Günther Jugel: Die geheimnisvolle Gruft. Der Kinderbuchverlag, Berlin, 1962
- Manfred Schmidt (Hrsg.): Ich sehe mich im Spiegel. Der Kinderbuchverlag Berlin, 1986 (Reihe Kinderkunstbuch; auch als Vorzugsausgabe mit einer signierten Originalgrafik); ISBN 3-358-00674-3

## Einzelausstellungen (unvollständig)
- 1968 Leonhardi-Museum, Dresden
- 1971 Kunsthalle Rostock
- 1976 Staatliche Galerie Moritzburg (Halle)
- 1977 Galerie am Sachsenplatz, Leipzig
- 1980 Galerie Döbele, Ravensburg
- 1985 Staatliche Museen Schwerin
- 1989 Galerie Junge Kunst, Frankfurt (Oder)
- 2009 Städtische Sammlungen Freital
- 2014 Galerie Leo.Coppi, Berlin

### Postum
- 2021 Döbele Kunst Mannheim
- 2024 Sandau & Leo Galerie, Berlin